# كاي ألدريدغ
كاي ألدريدغ (بالإنجليزية: Kay Aldridge)‏ هي عارضة وممثلة أمريكية، ولدت في 9 يوليو 1917 في تالاهاسي في الولايات المتحدة، وتوفيت في 12 يناير 1995 في Rockport, Maine ‏ في الولايات المتحدة بسبب سرطان الرئة.

## وصلات خارجية
- كاي ألدريدغ على موقع IMDb (الإنجليزية)
- كاي ألدريدغ على موقع ألو سيني (الفرنسية)
- كاي ألدريدغ على موقع تيرنر كلاسيك موفيز (الإنجليزية)
- كاي ألدريدغ على موقع أول موفي (الإنجليزية)
- كاي ألدريدغ على موقع قاعدة بيانات برودواي على الإنترنت (الإنجليزية)
- كاي ألدريدغ على موقع إن إن دي بي (الإنجليزية)
- كاي ألدريدغ على موقع قاعدة بيانات الفيلم (الإنجليزية)
- كاي ألدريدغ على موقع كينوبويسك (الروسية)